# Championnat d'Asie et d'Océanie féminin de volley-ball 2003
Navigation
2001 Chine 2005
Le 12e Championnat d'Asie et d'Océanie féminin de volley-ball a lieu du 20 au 27 septembre 2003 à Hô Chi Minh-Ville (Viêt Nam)

## Équipes participantes
| - Australie - Chine - Corée du Sud - Philippines - Japon | - Nouvelle-Zélande - Kazakhstan - Taipei chinois - Thaïlande - Viêt Nam |

## Poules
| Poule A                                                  | Poule B                                             |
| -------------------------------------------------------- | --------------------------------------------------- |
| Japon Thaïlande Taipei chinois Viêt Nam Nouvelle-Zélande | Chine Corée du Sud Kazakhstan Philippines Australie |

## Phase préliminaire

### Poule A

#### Classement
| No | Équipe           | Points | Matches | Matches | Sets | Sets   | Sets   |
| No | Équipe           | Points | gagnés  | perdus  | pour | contre | Ratio  |
| -- | ---------------- | ------ | ------- | ------- | ---- | ------ | ------ |
| 1  | Japon            | 8      | 4       | 0       | 12   | 1      | 12,000 |
| 2  | Thaïlande        | 7      | 3       | 1       | 9    | 4      | 2,250  |
| 3  | Taipei chinois   | 6      | 2       | 2       | 8    | 6      | 1,333  |
| 4  | Viêt Nam         | 5      | 1       | 3       | 3    | 9      | 0,333  |
| 5  | Nouvelle-Zélande | 4      | 0       | 4       | 0    | 12     | 0,000  |

### Poule B

#### Classement
| No | Équipe       | Points | Matches | Matches | Sets | Sets   | Sets   |
| No | Équipe       | Points | gagnés  | perdus  | pour | contre | Ratio  |
| -- | ------------ | ------ | ------- | ------- | ---- | ------ | ------ |
| 1  | Chine        | 8      | 4       | 0       | 12   | 1      | 12.000 |
| 2  | Corée du Sud | 7      | 3       | 1       | 10   | 4      | 2,500  |
| 3  | Kazakhstan   | 6      | 2       | 2       | 6    | 7      | 0,857  |
| 4  | Philippines  | 5      | 1       | 3       | 3    | 11     | 0,272  |
| 5  | Australie    | 4      | 0       | 4       | 4    | 12     | 0,333  |

## Phase finale

### Places 1 à 4
|  | Quarts de finale            | Quarts de finale            |                             |                             | Demi-finales                | Demi-finales                |   |  | Finale                      | Finale                      |
|  | Quarts de finale            | Quarts de finale            |                             |                             | Demi-finales                | Demi-finales                |   |  | Finale                      | Finale                      |
|  |                             |                             |                             |                             |                             |                             |   |  |                             |                             |
|  | Hô Chi Minh-Ville, 25-09-03 | Hô Chi Minh-Ville, 25-09-03 |                             |                             | Hô Chi Minh-Ville, 26-09-03 | Hô Chi Minh-Ville, 26-09-03 |   |  | Hô Chi Minh-Ville, 27-09-03 | Hô Chi Minh-Ville, 27-09-03 |
|  | Hô Chi Minh-Ville, 25-09-03 | Hô Chi Minh-Ville, 25-09-03 |                             |                             | Hô Chi Minh-Ville, 26-09-03 | Hô Chi Minh-Ville, 26-09-03 |   |  | Hô Chi Minh-Ville, 27-09-03 | Hô Chi Minh-Ville, 27-09-03 |
|  | Japon                       | 3                           |                             |                             | Hô Chi Minh-Ville, 26-09-03 | Hô Chi Minh-Ville, 26-09-03 |   |  | Hô Chi Minh-Ville, 27-09-03 | Hô Chi Minh-Ville, 27-09-03 |
|  | Japon                       | 3                           |                             |                             | Hô Chi Minh-Ville, 26-09-03 | Hô Chi Minh-Ville, 26-09-03 |   |  | Hô Chi Minh-Ville, 27-09-03 | Hô Chi Minh-Ville, 27-09-03 |
|  | Philippines                 | 0                           |                             |                             | Hô Chi Minh-Ville, 26-09-03 | Hô Chi Minh-Ville, 26-09-03 |   |  | Hô Chi Minh-Ville, 27-09-03 | Hô Chi Minh-Ville, 27-09-03 |
|  | Philippines                 | 0                           | Japon                       | 3                           |                             |                             |   |  | Hô Chi Minh-Ville, 27-09-03 | Hô Chi Minh-Ville, 27-09-03 |
|  | Hô Chi Minh-Ville, 25-09-03 |                             | Japon                       | 3                           |                             |                             |   |  | Hô Chi Minh-Ville, 27-09-03 | Hô Chi Minh-Ville, 27-09-03 |
|  |                             | Corée du Sud                | 0                           |                             |                             |                             |   |  | Hô Chi Minh-Ville, 27-09-03 | Hô Chi Minh-Ville, 27-09-03 |
|  | Corée du Sud                | Corée du Sud                | 0                           | 3                           |                             |                             |   |  | Hô Chi Minh-Ville, 27-09-03 | Hô Chi Minh-Ville, 27-09-03 |
|  | Corée du Sud                |                             |                             | 3                           |                             |                             |   |  | Hô Chi Minh-Ville, 27-09-03 | Hô Chi Minh-Ville, 27-09-03 |
|  | Taipei chinois              | 0                           |                             |                             |                             |                             |   |  | Hô Chi Minh-Ville, 27-09-03 | Hô Chi Minh-Ville, 27-09-03 |
|  | Taipei chinois              | 0                           | Japon                       | 0                           |                             |                             |   |  |                             |                             |
|  | Hô Chi Minh-Ville, 25-09-03 |                             | Japon                       | 0                           |                             |                             |   |  |                             |                             |
|  |                             | Chine                       | 3                           |                             |                             |                             |   |  |                             |                             |
|  | Chine                       | Chine                       | 3                           | 3                           |                             |                             |   |  |                             |                             |
|  | Chine                       | Hô Chi Minh-Ville, 26-09-03 |                             | 3                           |                             |                             |   |  |                             |                             |
|  | Viêt Nam                    | 0                           |                             |                             |                             |                             |   |  |                             |                             |
|  | Viêt Nam                    | 0                           | Chine                       | 3                           |                             |                             |   |  |                             |                             |
|  | Hô Chi Minh-Ville, 25-09-03 | Hô Chi Minh-Ville, 25-09-03 | Chine                       | 3                           | Match pour la 3e place      | Match pour la 3e place      |   |  |                             |                             |
|  | Hô Chi Minh-Ville, 25-09-03 | Hô Chi Minh-Ville, 25-09-03 |                             | Thaïlande                   | Match pour la 3e place      | Match pour la 3e place      | 0 |  |                             |                             |
|  | Thaïlande                   | 3                           | Hô Chi Minh-Ville, 27-09-03 | Hô Chi Minh-Ville, 27-09-03 |                             |                             | 0 |  |                             |                             |
|  | Thaïlande                   | 3                           | Hô Chi Minh-Ville, 27-09-03 | Hô Chi Minh-Ville, 27-09-03 |                             |                             |   |  |                             |                             |
|  | Kazakhstan                  | 0                           |                             | Corée du Sud                | 3                           |                             |   |  |                             |                             |
|  | Kazakhstan                  | 0                           |                             | Corée du Sud                | 3                           |                             |   |  |                             |                             |
|  |                             |                             |                             |                             |                             |                             |   |  | Thaïlande                   | 1                           |
|  |                             |                             |                             |                             |                             |                             |   |  | Thaïlande                   | 1                           |

## Récompenses individuelles
- MVP :  Zhao Ruirui
- Meilleure Marqueuse :  Choi Kwang-Hee
- Meilleure Attaquante :  Miyuki Takahashi
- Meilleure Contreuse :  Ruirui Zhao
- Meilleure Réceptionneuse :  Fan Hsin Wen
- Meilleure Serveuse :  Hao Yang
- Meilleure Passeuse :  Yoshie Takeshita
- Meilleure défenseur :  Zhang Nai

## Classement final
| Place              | Équipe           |
| ------------------ | ---------------- |
| Médaille d'or      | Chine            |
| Médaille d'argent  | Japon            |
| Médaille de bronze | Corée du Sud     |
| 4                  | Thaïlande        |
| 5                  | Taïwan           |
| 6                  | Viêt Nam         |
| 7                  | Kazakhstan       |
| 8                  | Philippines      |
| 9                  | Australie        |
| 10                 | Nouvelle-Zélande |